# Tigrane II d'Arménie
Pour les articles homonymes, voir Tigrane.
Tigrane II d'Arménie (en arménien Տիգրան Մեծ ; né vers 140 et mort en 55 av. J.-C.) est un roi d'Arménie ayant régné de 95 à 55 av. J.-C. Sous son règne, l'Arménie connaît son expansion maximale et devient pendant quelques années l'État le plus puissant de l'Orient romain.
Membre de la dynastie des Artaxiades, Tigrane succède à son frère Artavazde (II) ou à son père Tigrane Ier (certains auteurs contestent l'existence du premier,,), et épouse notamment Cléopâtre du Pont, fille de Mithridate VI, roi du Pont. Son règne est marqué par les guerres contre les Parthes, les Séleucides et les Romains. Vaincu par ces derniers, Tigrane devient leur allié avant de s'éteindre à quatre-vingt-cinq ans. Son fils Artavazde II lui succède.

## Premières années
Tigrane naît entre 141 et 139 av. J.-C.. Après la défaite des Arméniens face au roi parthe Mithridate II, en 105 av. J.-C. (voire 112 ou 111), Tigrane est retenu en otage à la cour de celui-ci. Il y reste jusqu'à la mort du roi d'Arménie, son père (Tigrane Ier), en 95 av. J.-C. Il rachète alors sa liberté en cédant « soixante-dix vallées » en Atrpatakan, ou Atropatène (ce nom vient du grec) aux Parthes,.
Lorsqu'il prend le pouvoir, avec l'aide et sous vassalité parthe, la base de la puissance arménienne à venir est déjà en place, grâce aux actions des premiers rois artaxiades. Cependant, les montagnes arméniennes forment des barrières naturelles entre les différentes régions du pays, augmentant l'influence des nakharark locaux. Cette situation ne convient pas à Tigrane, à la volonté plus centralisatrice ; le souverain se lance alors dans une œuvre de consolidation du pouvoir royal en Arménie même,. Il dépose également Artanès, roi de Sophène,.

## Alliance avec le Pont

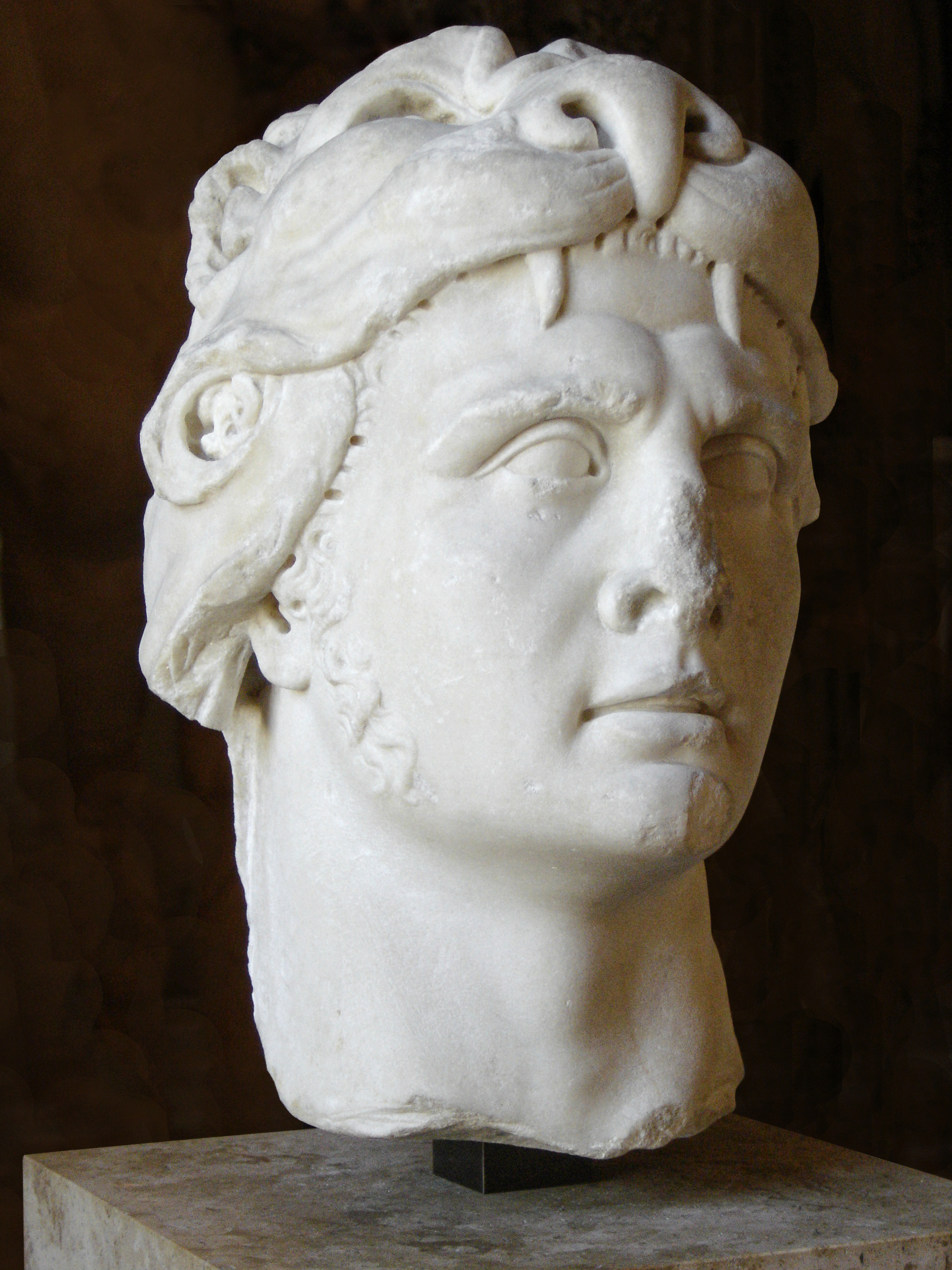
Mithridate VI, musée du Louvre.

Très tôt, Tigrane tisse des liens avec Mithridate VI, roi du Pont. Ces liens se concrétisent par un premier accord portant sur l'invasion de la Cappadoce, celle-ci revenant à Mithridate et Tigrane obtenant butin et prisonniers ; l'accord est consolidé par le mariage de Tigrane avec une fille de Mithridate, Cléopâtre. L'invasion a lieu en 93 av. J.-C., mais la Cappadoce est reprise un an plus tard par Sylla qui impose la restauration du roi client Ariobarzane Ier. Durant la première guerre mithridatique (de 89 à 85 av. J.-C.), Tigrane soutient Mithridate mais prend bien garde de ne pas s'impliquer directement dans le conflit.
Après avoir consolidé son pouvoir, il s'allie à nouveau au souverain pontique. Les deux souverains s'accordent sur leur zone d'influence respective : l'Orient à Tigrane et l'Anatolie, voire des terres européennes, à Mithridate. Le but de ce dernier est en effet de créer un État hellénistique fort afin de remettre en cause l'hégémonie romaine. Cette première tentative, au départ fructueuse, se révèle être un échec.

## Expansion
Sous le règne de Tigrane, le royaume d'Arménie va atteindre son expansion maximale, tant aux dépens des Parthes que des Séleucides.

### Guerres contre les Parthes
Après la mort de Mithridate II de Parthie, en 88 av. J.-C., Tigrane tire avantage de la faiblesse de l'empire parthe, à la suite d'incursions scythes et de divisions internes. Jusqu'en 85 av. J.-C., rejetant la vassalité de l'Arménie, il récupère les soixante-dix vallées de sa liberté, pille le pays parthe, impose sa suzeraineté sur l'Atropatène, l'Adiabène, la Gordyène, l'Osroène et une partie de la haute Mésopotamie, et prend le titre de « roi des rois », réservé aux souverains parthes. À la même époque, Tigrane soumet l'Ibérie et l'Albanie du Caucase.

### Conquête de la Syrie séleucide
En 83 av. J.-C., après une lutte sanglante entre Séleucides pour le trône de Syrie, les citoyens des cités grecques de Syrie décident de faire de Tigrane le protecteur du royaume et lui offrent la couronne. Il conquiert donc ce pays, non sans mal, ainsi que la Phénicie et la Cilicie, et met ainsi fin à l'empire séleucide (malgré un bref sursaut, voir infra), bien que certaines cités isolées semblent avoir reconnu comme souverain légitime Séleucos VII, un enfant. Tigrane soumet également au passage le royaume de Commagène. Ces conquêtes syriennes vont influencer le paganisme arménien, avec notamment l'introduction du culte de Baal.

### Apogée

Apogée du royaume de Tigrane.

À la suite de ces conquêtes, le territoire contrôlé par Tigrane va du Caucase et des Alpes pontiques jusqu'au nord de l'Irak et s'étend en Syrie, jusqu'à Ptolemaïs, et de la mer Caspienne à la mer Méditerranée. Ce vaste territoire connaît une organisation variée : des royaumes autrefois vassaux des Parthes deviennent vassaux de Tigrane, comme l'Atropatène et l'Adiabène, et d'autres régions, comme la Syrie ou la Phénicie, sont placées sous l'autorité d'un satrape ou d'un stratège. Appelé « roi des rois » par plusieurs historiens et écrivains d'Occident, comme Plutarque, Tigrane reprend le principe de la monarchie absolue perse ; il est décrit comme n'apparaissant jamais en public sans être accompagné de quatre rois vassaux. Cicéron dit de lui qu'il fait trembler la république romaine par la prouesse de ses armées.
Afin de renforcer l'homogénéité et la centralisation de cet empire disparate, Tigrane va toutefois encourager le processus d'hellénisation déjà en cours en Arménie,. Des transferts de population des cités grecques de Syrie sont effectués, en particulier au profit de Tigranakert (Tigranocerta en latin), sa nouvelle capitale fondée vers 78 av. J.-C. ; la ville compte en effet une forte population grecque et présente de nombreuses caractéristiques architecturales grecques. Le grec devient la langue de l'administration et de la cour, où sont invités des lettrés grecs ; on retrouve parmi ceux-ci Métrodore de Scepsis, qui rédigera une Histoire de Tigrane. Le panthéon arménien est quant à lui progressivement assimilé aux divinités grecques. Tigrane est le premier souverain arménien à frapper monnaie, s'inspirant probablement de la tradition séleucide. Ses pièces sont frappées à Antioche et à Damas et consistent en tétradrachmes (en argent) et en pièces de cuivre, ainsi que d'or. Son portrait, surmonté d'une tiare, orne l'une des deux faces ; sur l'autre figure la Tyché d'Antioche, avec, à ses pieds, le dieu-fleuve Oronte. L'armée n'échappe pas au mouvement d'hellénisation : à côté des archers et des frondeurs, des hoplites font leur apparition au sein de l'infanterie ; la cavalerie légère se voit complétée d'une cavalerie lourde de cataphractaires. Cette armée composée de soldats d'origines variées ne survit toutefois pas à la mort de Tigrane.

## Guerres contre Rome et fin de règne

L'apogée de l'Arménie sous Tigrane II.

Tigrane aspire à la paix et se montre hostile à la reprise du conflit entre Rome et Mithridate VI à l'initiative de ce dernier (74 av. J.-C.). Cependant après les victoires de Lucullus contre Mithridate, celui-ci se réfugie chez Tigrane qui refuse de le livrer aux Romains. Ceux-ci envahissent ses États, et Lucullus s'empare de sa nouvelle capitale, Tigranocerte, le 6 octobre 69 av. J.-C., à la suite de la trahison d'une partie de sa garde ; Tigrane envoie alors 6 000 cavaliers chargés de sauver ses épouses et ses biens.
La même année, les 70 000 soldats des armées coalisées de Mithridate et de Tigrane affrontent les forces de Lucullus devant Artaxate, l'ancienne capitale. Mais, à la suite de lourdes pertes, les légions romaines se révoltent, et Lucullus se retire vers le sud, pillant au passage Nisibe, gardée par le frère de Tigrane, et replaçant un Séleucide, Antiochos XIII, sur le trône de Syrie. Ce qui constitue malgré tout un échec de Lucullus lui vaut son rappel à Rome et son remplacement par Pompée.

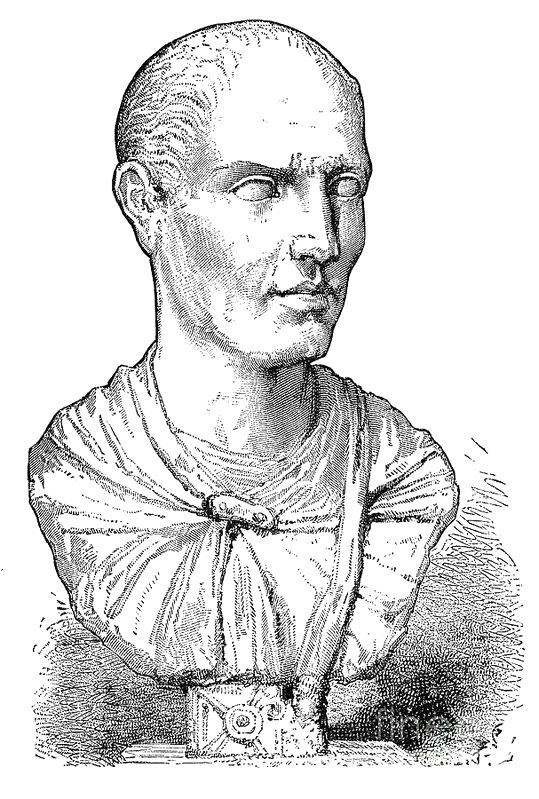
Lucullus.

Le fils de Tigrane, également nommé Tigrane, se rebelle alors contre son père, probablement à l'instigation de son grand-père maternel, Mithridate, et de sa mère, Cléopâtre ; cette rébellion échoue, et Tigrane le Jeune se réfugie à la cour du roi parthe Phraatès III, dont il deviendra le gendre. Armé par le souverain parthe, il lance une expédition en Arménie mais est aisément défait par son père et se réfugie auprès de Pompée. Tigrane a alors récupéré une bonne portion de son territoire, et est définitivement en froid avec Mithridate qui rentre au Pont.
En 66 av. J.-C., Pompée entre en Arménie avec Tigrane le Jeune. Tigrane, alors âgé d'environ soixante-quinze ans, se rend, dépose son diadème aux pieds de Pompée et se prosterne devant lui ; il est toutefois traité généreusement par Pompée, qui le relève et lui rend son diadème. Cédant la Cappadoce et la Sophène (dont Tigrane le jeune devient roi, avant de s'attirer l'hostilité de Pompée en refusant d'effectuer des paiements à charge du trésor de Sophène), il rachète les restes de son royaume pour 6 000 talents d'argent. Son fils est envoyé à Rome comme prisonnier. Désormais allié de Rome, Tigrane II continue de régner sur l'Arménie jusqu'à sa mort, en 55 av. J.-C.. Son fils Artavazde II lui succède.

## Mariages et descendance
Tigrane aurait eu trois épouses (voire quatre) et huit enfants :
- d'une épouse au nom inconnu :
  - Aryazate-Automé, épouse de Mithridate II, roi des Parthes[33] ;
- de Cléopâtre, fille de Mithridate VI, roi du Pont :
  - Zariadrès (exécuté par son père),
  - Ne (exécuté par son père),
  - Tigrane le Jeune, gendre de Phraatès III[34] ;
- de Zosimé[35] :
  - Artavazde II,
  - une fille, épouse de Pacorus Ier, roi des Parthes,
  - une autre fille, épouse de Mithridate, roi de Médie-Atropatène ;
- de mère inconnue :
  - peut-être une fille, épouse de Pharnabaze II d'Ibérie puis de Mirvan II.